# Erythrolamprus poecilogyrus
Erythrolamprus poecilogyrus — вид змій родини полозових (Colubridae). Мешкає в Південній Америці.

## Підвиди
Виділяють чотири підвиди:
- Erythrolamprus poecilogyrus caesius (Cope, 1862);
- Erythrolamprus poecilogyrus poecilogyrus (Wied-Neuwied, 1825);
- Erythrolamprus poecilogyrus schotti (Schlegel, 1837);
- Erythrolamprus poecilogyrus sublineatus (Cope, 1860).

## Поширення і екологія
Erythrolamprus poecilogyrus мешкають в Бразилії, Болівії, Парагваї, Уругваї, Аргентині, Венесуелі, Суринамі і Гаяні. Вони живуть у відкритих місцевостях в пампі, чако, серрадо і каатинзі, а також на галявинах амазонської сельви і атлантичних лісів, на берегах річок, озер та інших водойм, на висоті до 1800 м над рівнем моря. Живляться амфібіями і рибою, відкладають яйця.